# Bill Spivey
William « Bill » Spivey, né le 19 mars 1929, à Lakeland, en Floride, décédé le 8 mai 1995, à Quepos, à Porto Rico, est un ancien joueur américain de basket-ball. Il évolue durant sa carrière au poste de pivot.

## Palmarès
- Champion NCAA 1951
- Most Outstanding Player 1951